# Октан (фильм)
«Октан» (англ. Octane) — триллер 2003 года режиссёра Маркуса Адамса. В главных ролях Мэделин Стоу, Миша Бартон и Норман Ридус.
Премьера состоялась в Великобритании 14 ноября 2003 года.

## Сюжет
У Сенги Уилсон никогда не складывались отношения с дочерью. Пытаясь во всём контролировать юную Нэт, она только доводила её до крика и слёз — банальная ошибка слишком заботливых родителей, но к каким зловещим последствиям она приводит! Однажды после очередной ссоры на шоссе строптивая Нэт выпрыгивает из машины и сбегает с похожими на туристов молодыми людьми. Вот только эти приятные на вид парни и девушки на самом деле оказываются последователями кровавого культа, возглавляемого настолько же харизматичным, насколько и безумным парнем по прозвищу Отец. Сенга с ужасом понимает, что если она не успеет разыскать Отца по горячим следам, то уже никогда не увидит свою дочь…

## В ролях

### Уилсоны
- Мэделин Стоу — Сенга Уилсон
- Миша Бартон — Наташа (Нэт) Уилсон, дочь Сенги
- Самуэль Фрёлер — Мерек, бывший муж Сенги, отец Наташи

### Культисты
- Джонатан Рис-Майерс — «Отец», предводитель культистов
- Бижу Филлипс — «Турист»
- Лео Грегори — «Наездник»
- Гэри Паркер и Эмбер Бэтти — парочка отпускников
- Дженни Джулс[англ.] — сержант дорожно-патрульной службы
- Патрик О’Кейн[англ.] — водитель грузовика
- Стивен Лорд[англ.] — «Автоугонщик»
- Сара Дрюс — Кристина

### Прочие
- Норман Ридус — водитель эвакуатора, брат Кристины
- Мартин Макдугалл — мотивационный оратор
- Шона Шим[англ.] и Дэвид Менкин — парамедики
- Найджел Уитми[англ.] — детектив Нед Стивенс
- Дин Грегори — христианский миссионер
- Раффаэлло Дегруттола и Гленн Рейдж[англ.] — дорожные полицейские
- Том Хансигер и Сэм Дуглас[англ.] — следователи
- Рейчел Поллак — девушка в метро